# Palastfassade

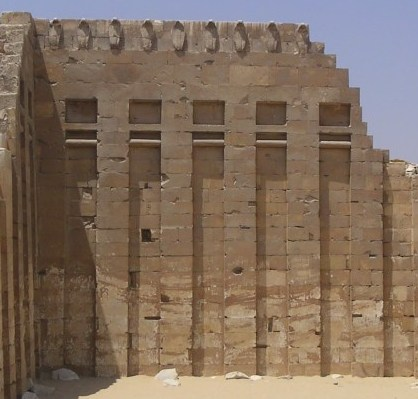
Mauer in Palastfassadenarchitektur im Djoser-Pyramidenkomplex

Als Palastfassade im engeren Sinne wird in der Ägyptologie eine reich mit Nischen gegliederte Fassade bezeichnet. Palastfassaden sind seit der 1. Dynastie (ca. 3000 v. Chr.) bezeugt und erleben in dieser Zeit ihre Blüte. Sie kommen als wichtiges Stilelement an den Außenseiten der Mastabas dieser Zeit vor. 

## Symbolische Verwendung
Beim königlichen Horusnamen in der Hieroglyphenschrift sitzt der Horusfalke auf der stark stilisierten und verkleinerten Darstellung eines Gebäudes mit einer Palastfassade, dem sogenannten Serech. Daher wird meist vermutet, dass diese Art der Nischengliederung auf die Gliederung der Fassade eines Palastes zurückgeht. Reste eines solchen Palastes fanden sich eventuell in Hierakonpolis.
Das Motiv der nischengegliederten Fassade ist in Ägypten möglicherweise aus Mesopotamien übernommen worden. Palastfassaden finden sich als Motiv auch auf Särgen und Sarkophagen und sind bis in die römische Zeit belegt.

## Beispiele für Palastfassadenmuster

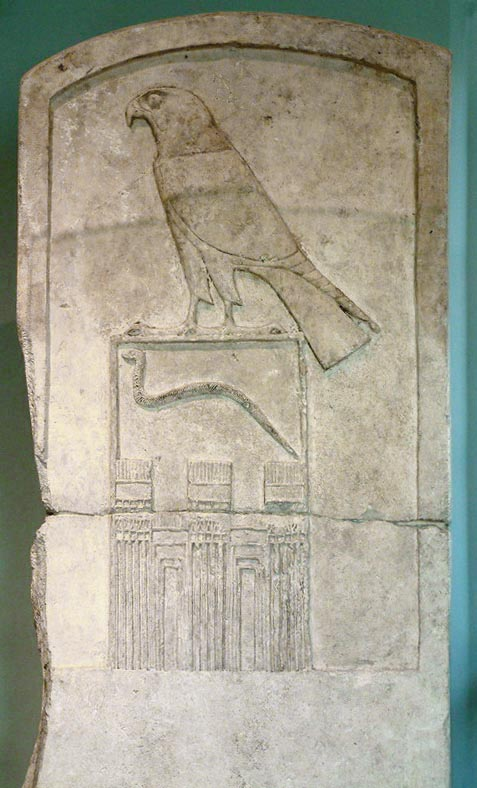
Horusname des Wadji mit Serech als frühes Beispiel einer stilisierten Palast- fassade (1. Dynastie)
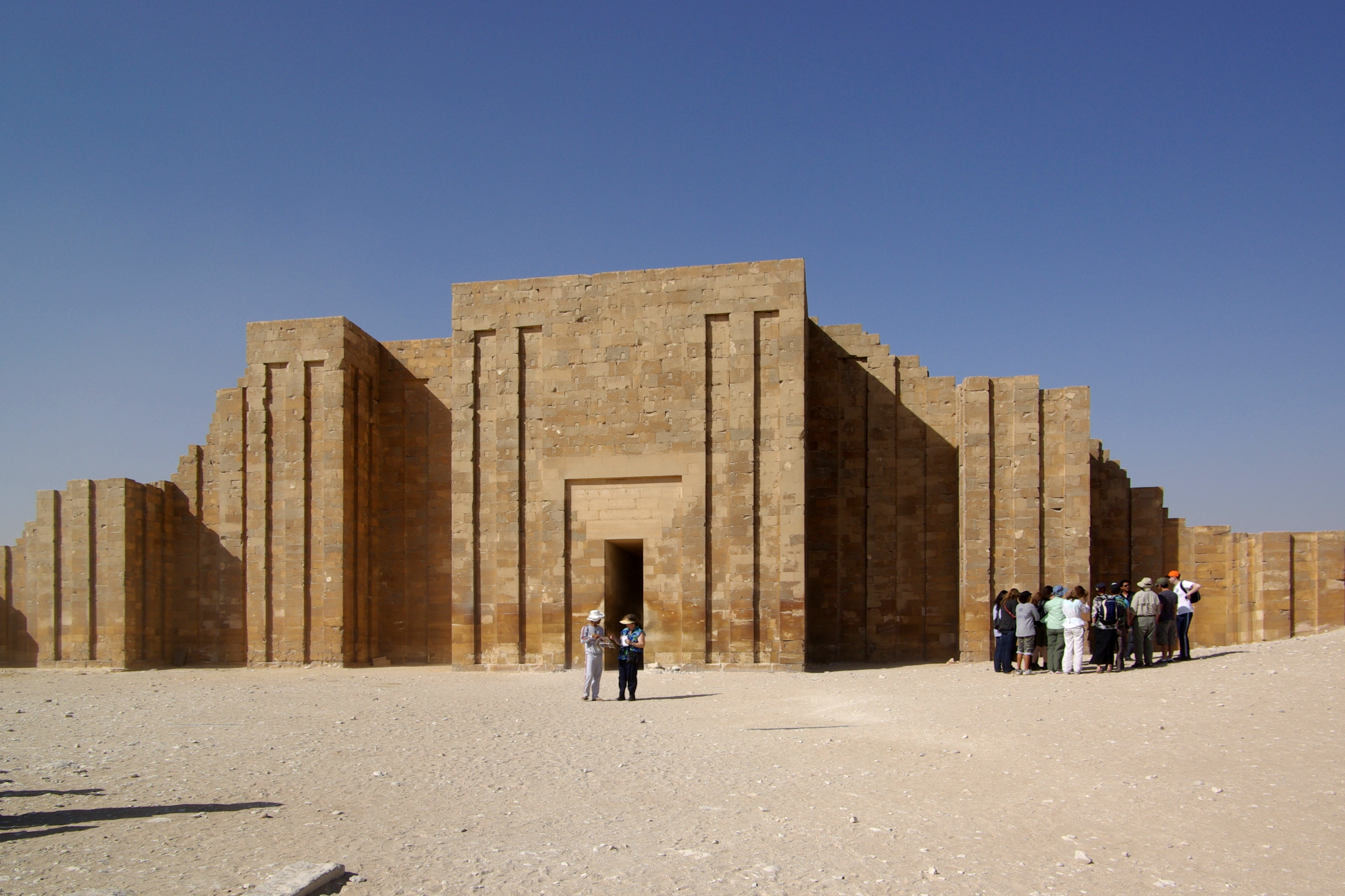
Umfassungsmauer des Djoser-Pyramiden- komplexes in Palastfassadenarchitektur (3. Dynastie)
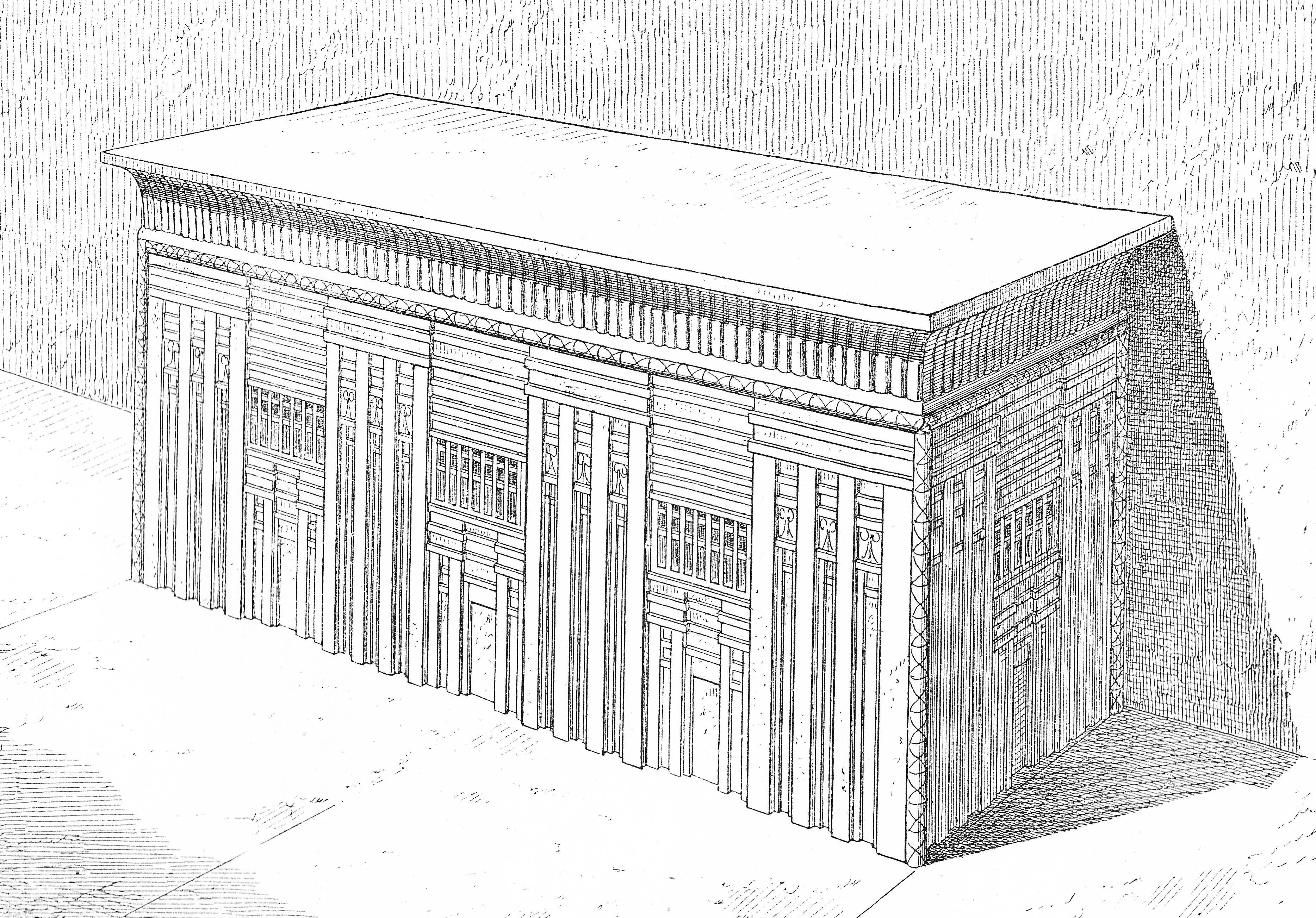
Sarkophag des Mykerinos mit Palastfassadenmuster (4. Dynastie)
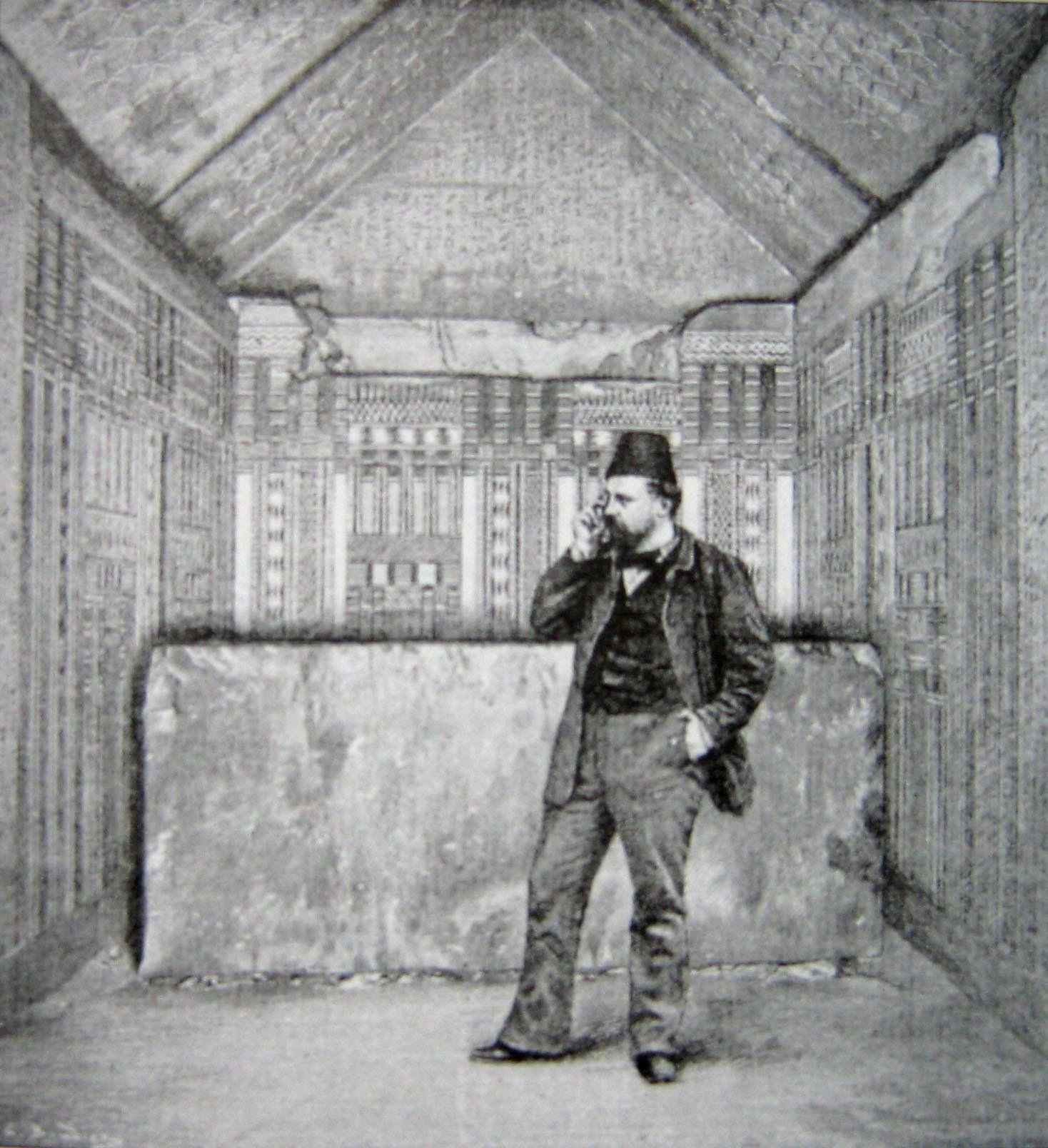
Grabkammer der Unas-Pyramide mit Palastfassadenmuster (5. Dynastie)